# プロレスリング・セム
プロレスリング・セムは、プロレスリング・ノアが主催していた若手選手によるプロレス興行。

## 歴史
2006年1月、取締役の仲田龍は「若手選手ばかりの興行をやりたい」と発言。
2005年12月、新人4名がデビューしたものの所属選手の数が飽和状態で大物フリー選手も参戦しているためシリーズ内では試合の無い日も多い。代表取締役社長の三沢光晴は試合で選手が伸びるという方針のため試合数が少ない若手選手にチャンスを与えようと若手選手による興行を計画。
セムはノアの息子の名前。つまりノアの2軍とも言える興行であり当初はノアを設立した際に三沢が描いていたプランである。
2006年3月21日、ディファ有明で旗揚げ戦を開催。リングのマットの色はノアのイメージカラーである緑ではなくピンクと紫を使用。
2007年9月3日、ディファ有明でAAAとの共催興行「トリプレセム」を開催。
2008年7月16日、ディファ有明で健介オフィス主催興行を開催。8月14日、宮城野体育館でノアの主力選手が参戦するSEM ex（セム・エクストラ）を開催。9月8日、ディファ有明でDDTプロレスリング主催興行を開催。

## 参戦選手
- 三沢光晴
- 田上明
- 小橋建太
- 秋山準
- 丸藤正道
- KENTA
- 潮崎豪
- 杉浦貴
- 力皇猛
- 森嶋猛
- マイバッハ谷口
- モハメド・ヨネ
- 佐野巧真
- 本田多聞
- 泉田純至
- 井上雅夫
- 橋誠
- 志賀賢太郎
- クワイエット・ストーム
- バイソン・スミス
- キース・ウォーカー
- スコーピオ
- ダグ・ウィリアムス
- ブキャナン
- ディーロ・ブラウン
- ナイジェル・マッギネス
- クリス・ヒーロー
- B.J.ホイットマー
- マイキー・ニコルス
- シェイン・ヘイスト
- ジェイ・ブリスコ
- マーク・ブリスコ
- クラウディオ・カスタニョーリ
- 金丸義信
- 鈴木鼓太郎
- 菊池毅
- 石森太二
- 原田大輔
- 小峠篤司
- 拳王
- 大原はじめ
- ザック・セイバーJr.
- ブライアン・ダニエルソン
- ロデリック・ストロング
- デイビー・リチャーズ
- ボビー・フィッシュ
- エディ・エドワーズ
- ジェイソン・ジョーンズ
- スーパースター・スティーブ
- アレックス・ペイン
- デリリアス
- リッキー・マルビン
- スペル・クレイジー
- ペサディーヤ
- ラプター
- 平柳玄藩
- 青木篤志
- 伊藤旭彦
- 太田一平
- 熊野準
- 友寄志郎
- ムシキング・テリー
- ムシキング・ジョーカー
- 大町マン
- 吉橋伸雄
- 田中翔
- 小松洋平
- 中嶋勝彦
- 山口竜志
- 宮原健斗
- 起田高志
- 梶原慧
- 西川潤
- HARASHIMA
- 飯伏幸太
- 高梨将弘
- 柿本大地
- 松永智充
- 男色ディーノ
- 石川修司
- 木高イサミ
- 関本大介
- 佐久田俊行
- 野橋真実
- TAKAみちのく
- 真霜拳號
- 円華
- KAZMA
- 梶ヤマト
- 原学
- 入江茂弘
- 宮本裕向
- 忍
- ダイスケ
- 宮本和志
- マグニチュード岸和田
- ベアー福田
- 佐々木大輔
- アントーニオ本多
- 谷嵜なおき
- 南野武
- アミーゴ鈴木
- KAGETORA
- エル・ブレイザー
- 豪
- 浪口修
- 菊タロー

## 他団体における同じ趣旨の興行
- NEVER（新日本プロレス）
- LION'S GATE（新日本プロレス）
- AJ PHOENIX（全日本プロレス）
- プロレスリングZERO-SUN（プロレスリングZERO1-MAX、プロレスリングSUN）
- 元気（プロレスリングZERO1）
- 海岸プロレス（プロレスリングZERO1）
- Dダッシュ（大日本プロレス）
- D-RIZE（大日本プロレス）
- 月刊若手通信（DDTプロレスリング）
- DDT NEW ATTITUDE（DDTプロレスリング）
- ヤングダムズプロレス（プロレスリングFREEDOMS）
- OOGAMANIA（みちのくプロレス）
- 道場プロレス（みちのくプロレス）
- DRAGONGATE NEX（DRAGONGATE）
- CLUB-K FRESH（KAIENTAI DOJO）
- ヤングマスター（道頓堀プロレス）
- 点火（プロレスリングHEAT-UP）
- グリーン☆ボーイ（ダブプロレス）
- WNC FUTURE（WNC）
- WNC advance（WNC）
- 蛟龍R（天龍プロジェクト）
- BRAVE HEART（リアルジャパンプロレス）
- YOUNGプロレスわっしょい!（暗黒プロレス組織666）
- Truth（ガッツワールドプロレスリング）
- 若鯱プロレス（スポルティーバエンターテイメント）
- 青春・無限大パワー（JWP女子プロレス）
- YOUNG OH! OH!（プロレスリングWAVE）
- NEW BLOOD（スターダム）
- Teens（アイスリボン）
- Teens&Junior（アイスリボン）
- P's Party（アイスリボン）